# La Vera
Pour les articles homonymes, voir Vera.

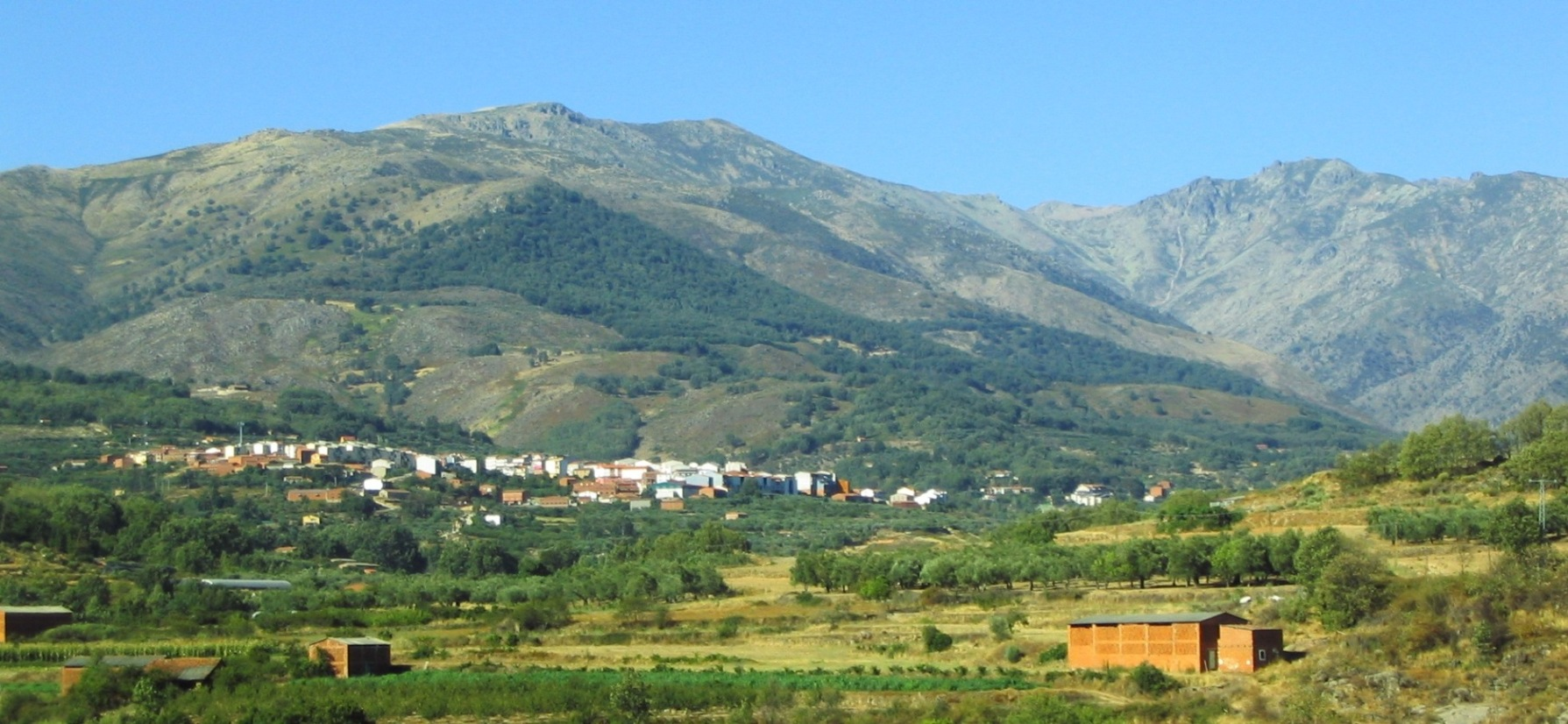
Aldeanueva de la Vera au pied de la Sierra de Gredos.

La Vera (antérieurement La Vera de Plasencia), officiellement la Mancomunidad Intermunicipal de la Vera, est une communauté de communes espagnole (mancomunidad) située dans le nord-est de la province de Cáceres, en Estrémadure. Elle est considérée par divers auteurs et institutions comme une région historique et naturelle, mais elle n'est pas constituée comme région administrative.

## Histoire
Elle tire son origine de la sexmería de la Vera, fondée au Moyen Âge comme l'un des trois groupements ruraux liés à la communauté de villa et terre de Plasencia. Après la chute de l'Ancien Régime, elle a été gérée comme le parti judiciaire de Jarandilla, qui a subsisté jusqu'à la fin du XXe siècle. L'actuelle communauté, fondée en 1986, est constituée de vingt et une localités groupées en dix-neuf communes. La capitale administrative est Cuacos de Yuste et les principales localités sont Jaraíz de la Vera et Jarandilla de la Vera.

## Localisation
Elle avoisine la mancomunidad estrémègne de la Valle del Jerte au nord-ouest, la province d'Ávila, dans la communauté autonome de Castille-et-Léon au nord et à l'est, la Province de Tolède au sud, Plasencia à l'ouest et la communauté estrémègne du Campo Arañuelo au sud. Sa proximité avec Madrid et son environnement naturel privilégié l'ont converti en une destination de choix pour le tourisme. La communauté dispose d'un patrimoine historico-artistique remarquable, avec en particulier le monastère de Yuste et plusieurs villages conservent bien l'architecture traditionnelle de la zone.

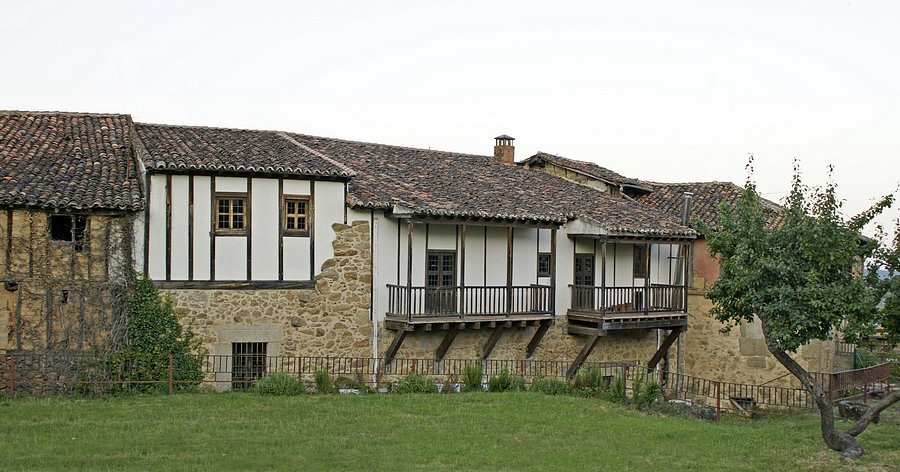
Architecture vernaculaire typique de Cuacos de Yuste
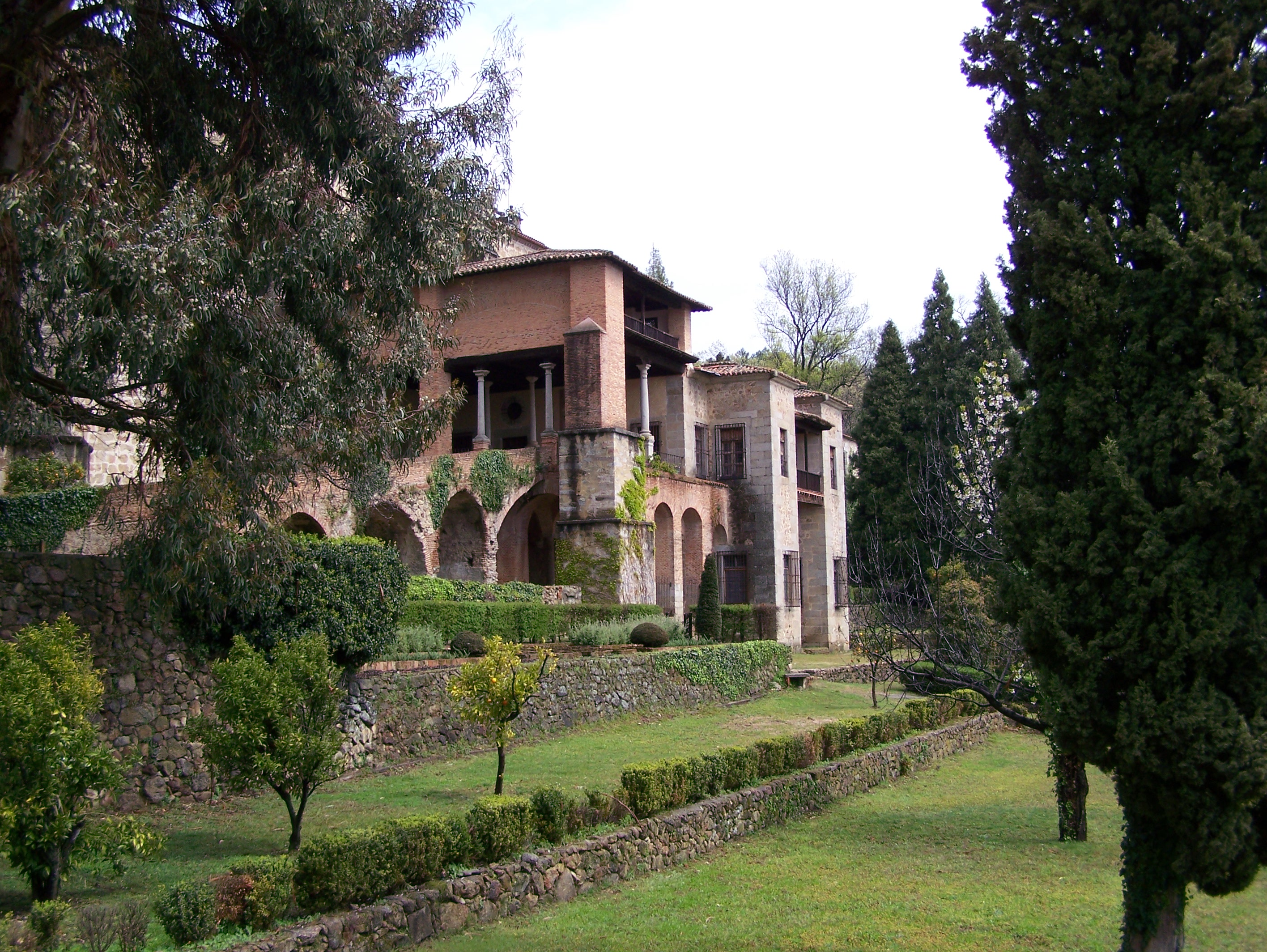
Vue extérieure du monastère de Yuste
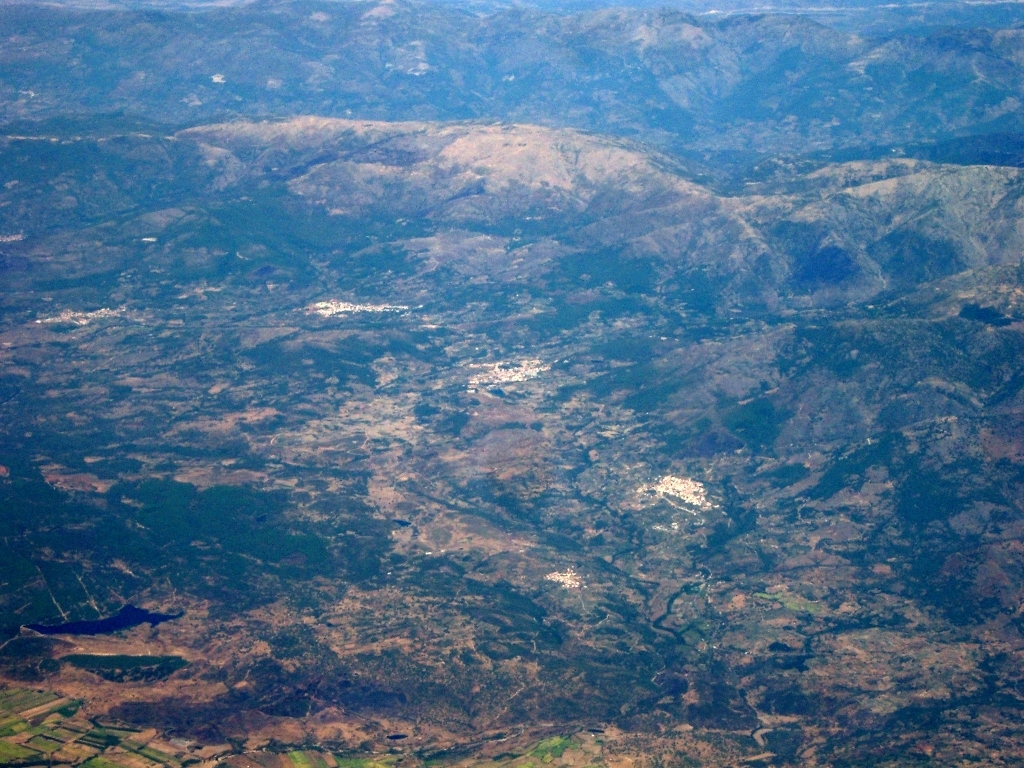
Vue aérienne de la comarque de la Vera

## Milieu naturel
La communauté se situe sur le versant sud de la Sierra de Gredos, ce qui détermine le climat et le milieu naturel caractéristiques de ce territoire. Vers le sud de la communauté se trouve la rivière Tiétar dans laquelle confluent les gorges et les ruisseaux qui naissent dans la montagne. Son économie est passée de éminément agraire à celle du tourisme rural et de la nature.

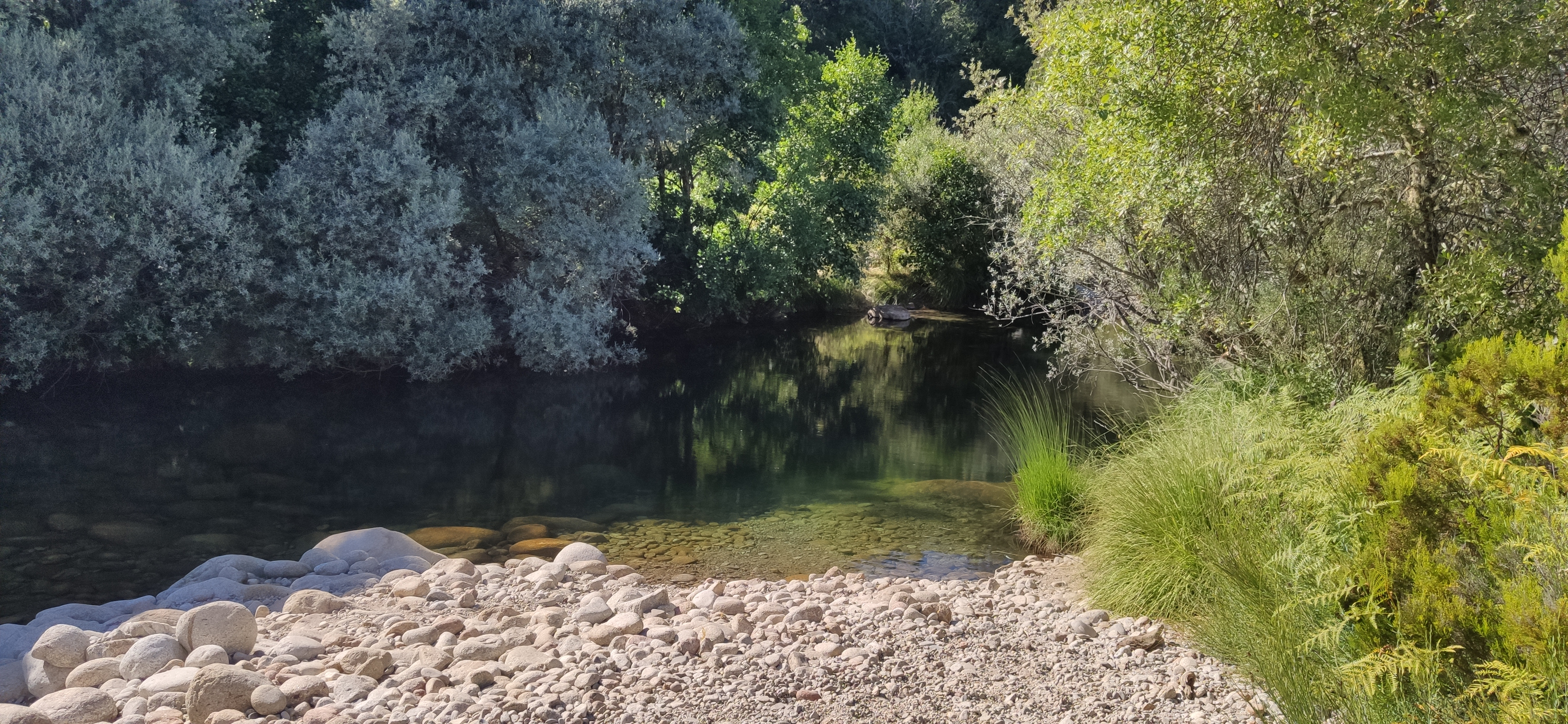
La rivière Minchones, affluent de la Tiétar.
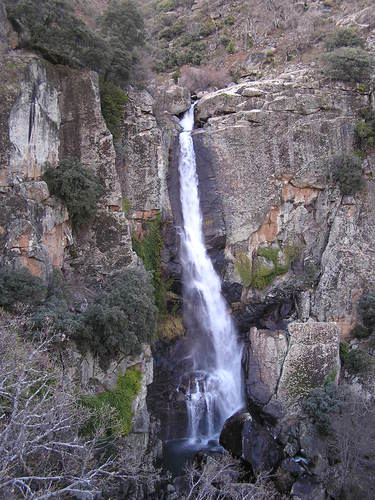
Cascade "Chorro de la Ventera"
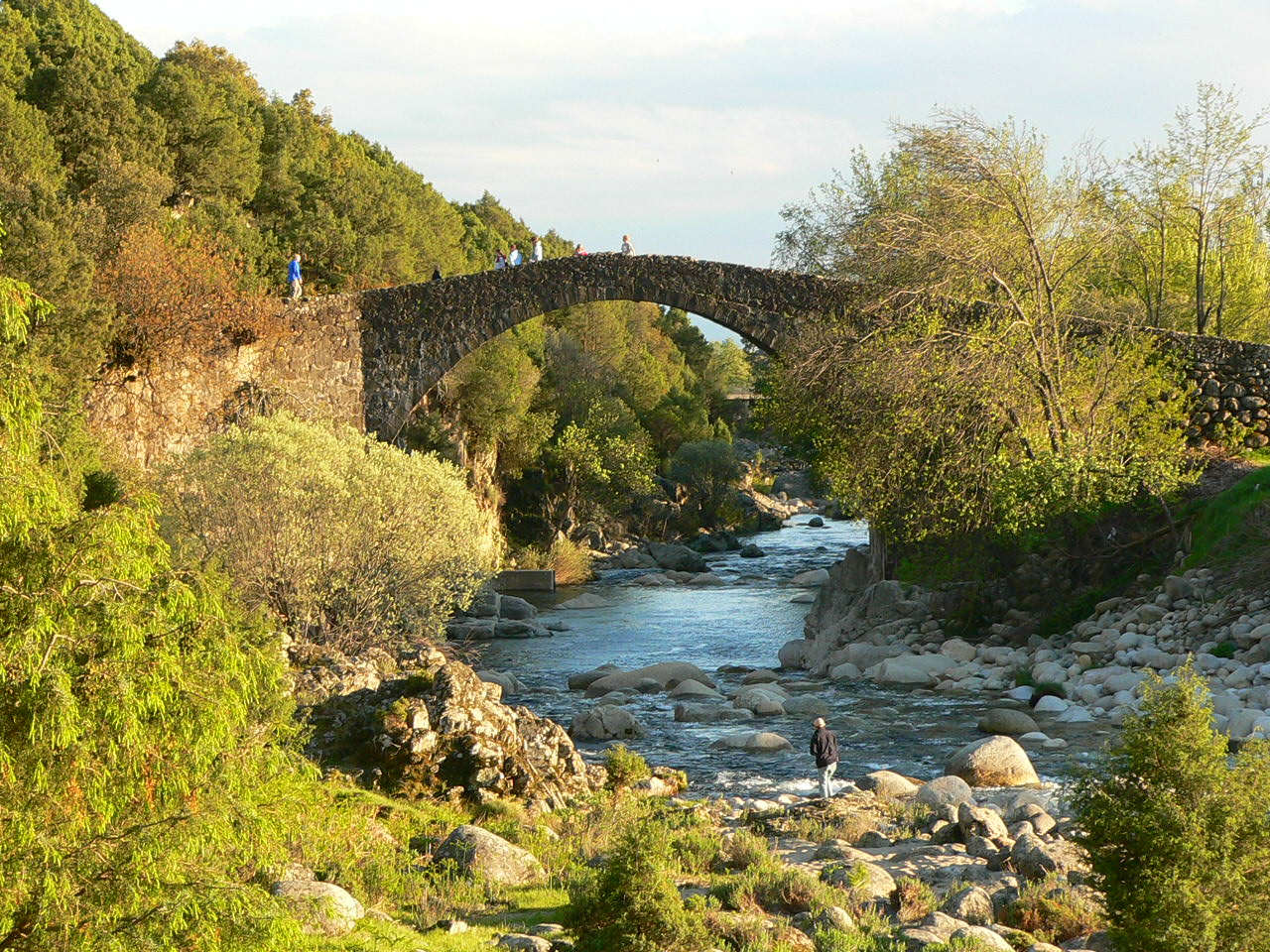
Pont sur la rivière Alardos
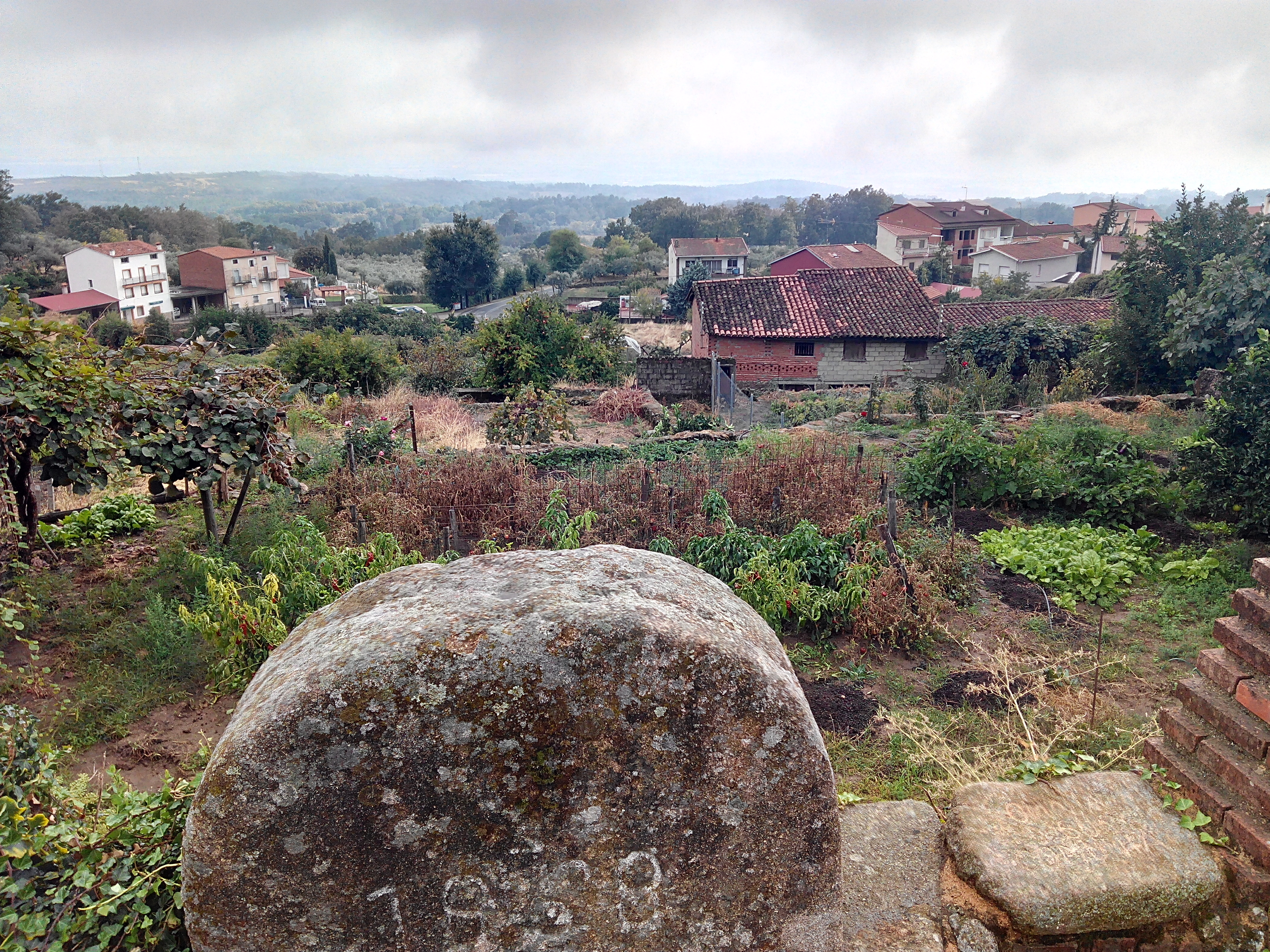
Village de Talaveruela de la Vera, dans la sierra de Gredos

## Organisation territoriale
La Vera est composée de 19 communes. Chacune d'elles est formée par une seule localité, sauf Collado de la Vera qui comprend aussi la localité de Vega de Mesillas, et Tejeda de Tiétar qui comprend aussi l'établissement local mineur de Valdeíñigos de Tiétar.

Carte des communes formant la mancomunidad de la Vera

| Nom officiel                               | Population (2017) | Superficie (km2) | Densité (hab./km2) | Nom traditionnel non officiel |
| ------------------------------------------ | ----------------- | ---------------- | ------------------ | ----------------------------- |
| Aldeanueva de la Vera                      | 2114              | 37.6             | 56.22              | Aldeanueva                    |
| Arroyomolinos de la Vera                   | 452               | 23.19            | 19.49              | Arroyomolinos                 |
| Collado de la Vera                         | 203               | 44.95            | 4.52               | Collao                        |
| Cuacos de Yuste(capitale administrative)   | 850               | 52.63            | 16.15              | Cuacos                        |
| Garganta la Olla                           | 998               | 48               | 20.79              | Garganta                      |
| Gargüera de la Vera                        | 133               | 52               | 2.56               | Gargüera                      |
| Guijo de Santa Bárbara                     | 407               | 35.1             | 11.6               | El Guijo                      |
| Jaraíz de la Vera(commune la plus peuplée) | 6514              | 62.52            | 104.19             | Jaraíz                        |
| Jarandilla de la Vera                      | 2883              | 61.51            | 46.87              | Jarandilla                    |
| Losar de la Vera                           | 2792              | 82               | 34.05              | Losar                         |
| Madrigal de la Vera                        | 1603              | 42               | 38.17              | Madrigal                      |
| Pasarón de la Vera                         | 653               | 38.97            | 16.76              | Pasarón                       |
| Robledillo de la Vera                      | 284               | 12.83            | 22.14              | Robreillo                     |
| Talaveruela de la Vera                     | 325               | 21.34            | 15.23              | Talaveruela                   |
| Tejeda de Tiétar                           | 802               | 52.83            | 15.18              | Tejea                         |
| Torremenga                                 | 625               | 12               | 52.08              | Torromenga                    |
| Valverde de la Vera                        | 485               | 47               | 10.32              | Valverde                      |
| Viandar de la Vera                         | 233               | 28               | 8.32               | Viandar                       |
| Villanueva de la Vera                      | 2082              | 132              | 15.77              | Villanueva                    |
| TOTAL                                      | 24438             | 886.47           |                    | La Vera de Plasencia          |

## Agriculture
La communauté de la Vera fait partie (avec le Campo Arañuelo, la Vallée de l'Ambroz et la Vallée de l'Alagón et de l'Arrago) des zones de culture du poivron utilisé pour fabriquer le condiment connu sous le nom de pimentón de la Vera (es).

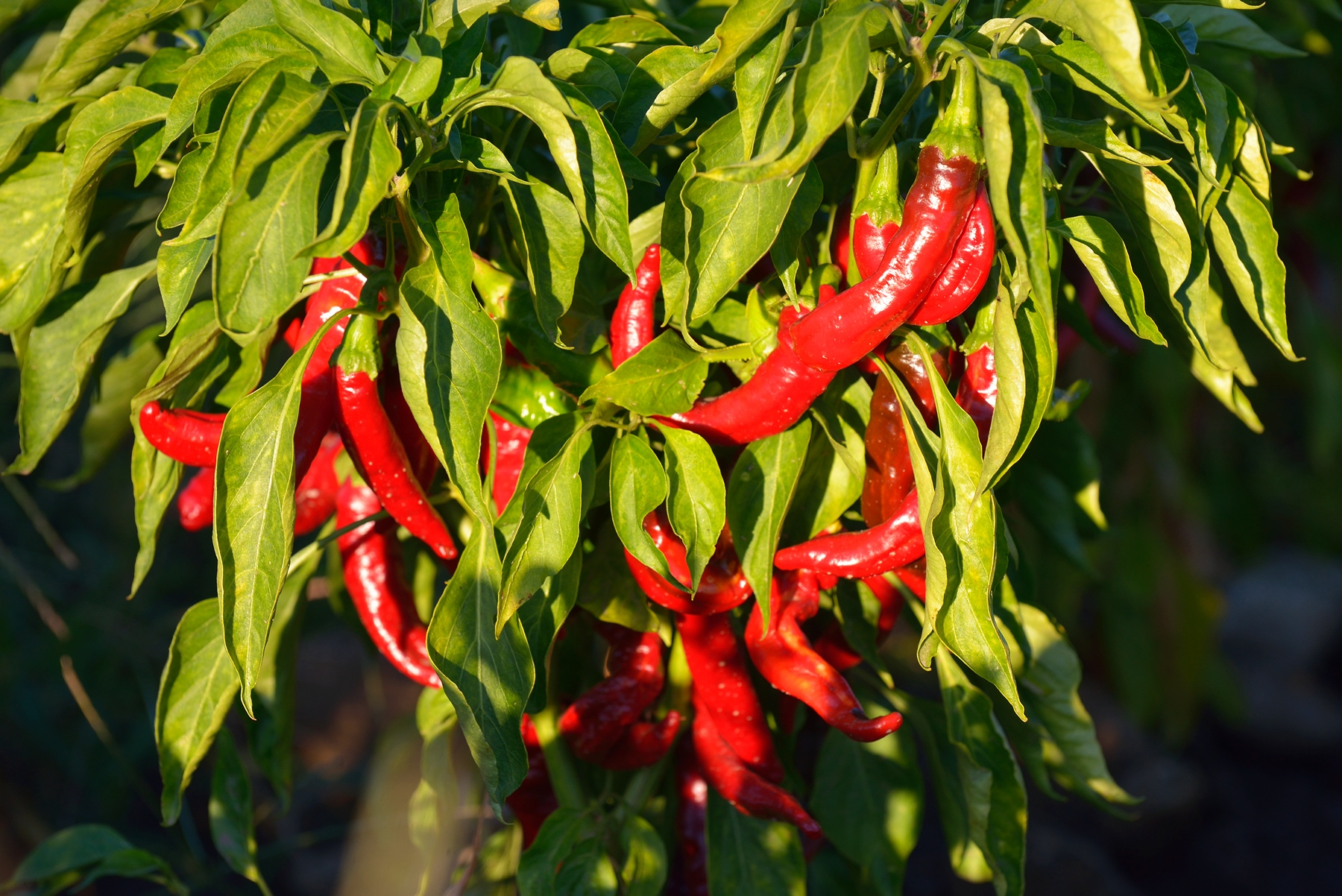
Culture de poivron de la Vera.
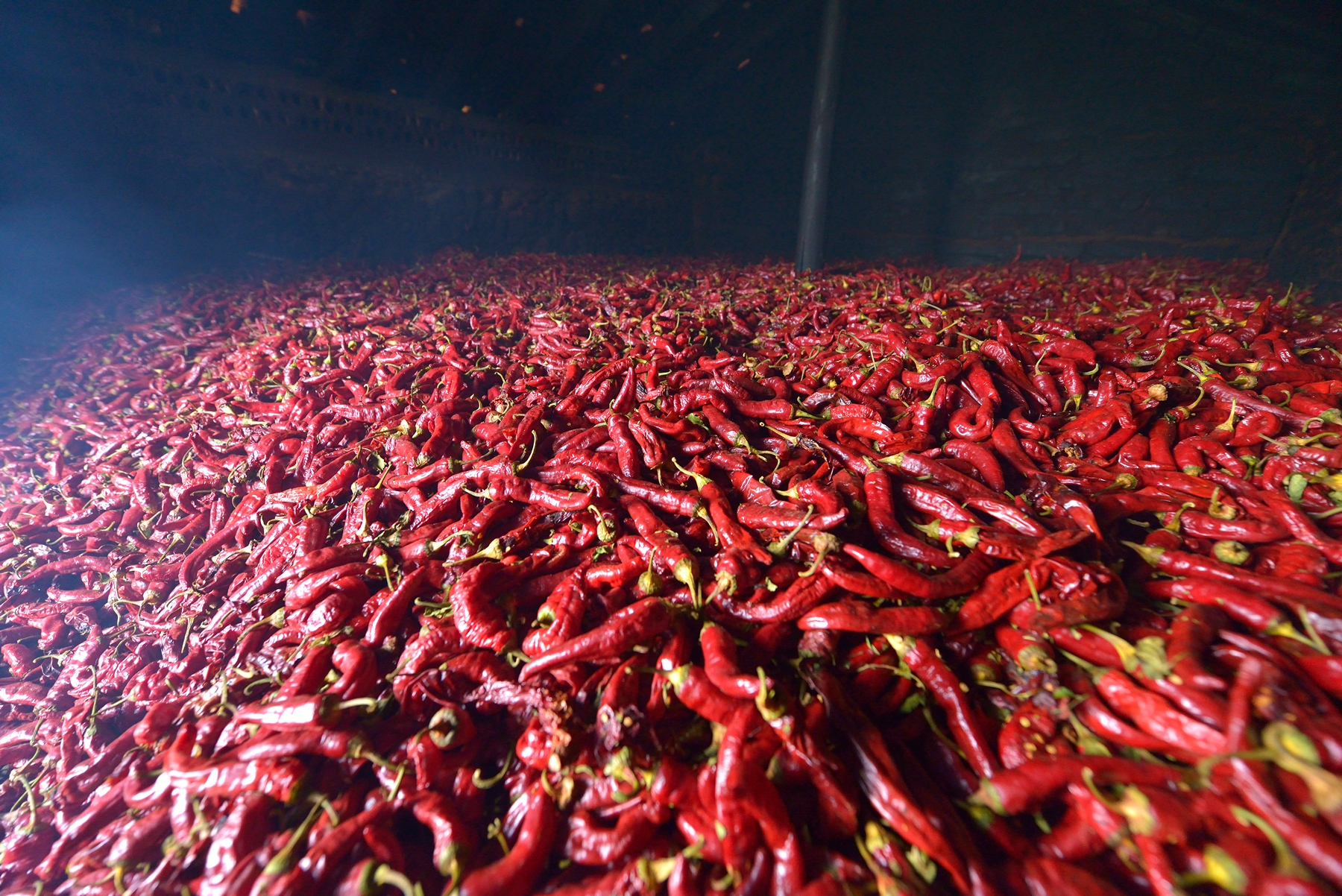
Poivron lors de la phase de séchage par fumigation.
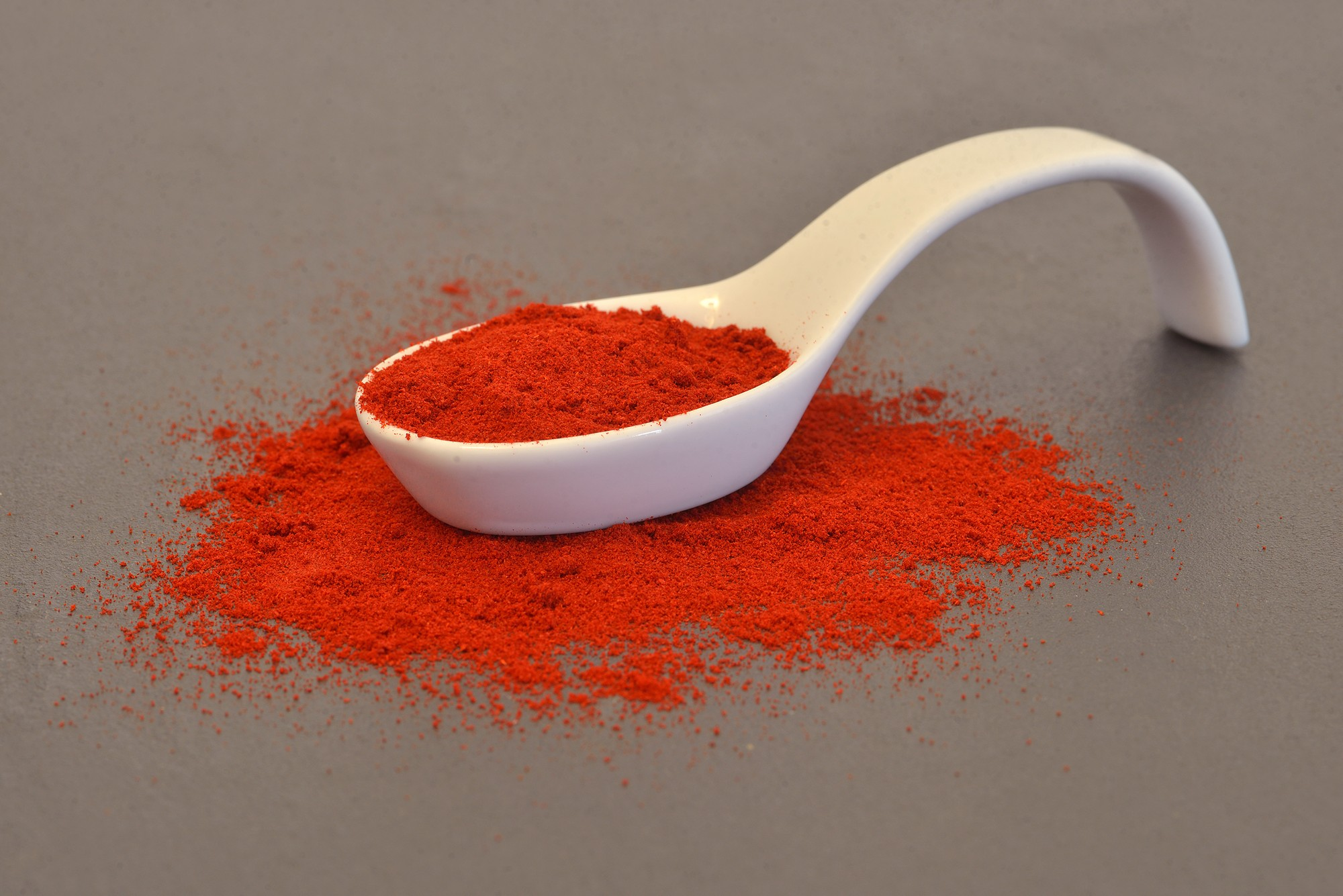
Condiment connu comme pimentón de la Vera.